# Ramón Picarte Mujica
Pour les articles homonymes, voir Mujica.
Manuel Felipe Ramón Picarte Mujica, ou Ramón Picarte Mujica, connu en France sous le nom de Ramon Picarte, est un mathématicien chilien, né à Santiago le 9 juin 1830 et mort à Paris 8e le 7 mars 1894.

## Biographie

### Parents
Ramon Picarte est le fils de Ramón Picarte (1777-1835) et de Carmen Mujica. Son père était un militaire chilien ayant participé à la guerre d'indépendance du Chili. Colonel de l'armée indépendantiste, il a eu une carrière exceptionnelle sous le commandement de José Miguel Carrera, devenu commandant de la garnison de Valparaíso et plus tard maire de Valdivia. Il a défendu des idées libérales dans le Chili devenu indépendant, il s'est opposé à Diego Portales dont il critiquait le comportement comme autoritaire et élitiste. Il a alors été expulsé de l'armée.

### Formation
On sait peu de choses sur l'éducation précoce de Picarte. Les programmes scolaires de l'époque au Chili comprenaient la lecture, l'écriture, la doctrine chrétienne, l'arithmétique (addition, soustraction, division, multiplication), la moralité et l'étiquette.
L'enseignement secondaire au Chili était divisé en deux cours de base: les sciences humaines (destinées aux futurs avocats) et les mathématiques (pour les futurs arpenteurs).
Picarte a étudié à l'Institut national José Miguel Carrera à partir de 1840. Certains de ses camarades deviendront des figures illustres, dont Guillermo, Joaquín et Alberto Blest Gana, Víctor et Miguel Luis Amunátegui, Diego Barros Arana, un des pères de l'historiographie chilienne, Eusebio Lillo, le poète et le compositeur de l'hymne national chilien, et Pedro León Gallo Goyenechea, un éminent politicien.
Picarte a commencé ses études en sciences humaines, mais peu après avoir terminé le module de droit romain, il est passé aux mathématiques. Heureusement pour lui, il avait un excellent professeur de mathématiques : Andrés Antonio Gorbea. Pour le professeur Gorbea, les mathématiques étaient une partie essentielle de l'éducation et ne devraient pas être limitées aux exigences des futurs arpenteurs. Il a basé son enseignement sur le livre Un cours complet de mathématiques pures de Louis-Benjamin Francœur, membre de l'Académie des sciences. Picarte a donné des conférences sur des sujets tels que la géométrie analytique, la théorie des probabilités, l'algèbre, les séries, le calcul différentiel et les intégrales. Il a obtenu un diplôme de géomètre-expert en 1852.

### Premiers travaux
Picarte est nommé professeur de mathématiques à l'académie militaire de l'armée chilienne, en 1854. À cette époque, les calculs étaient effectués à l'aide de tables mathématiques, qui étaient aussi importantes pour les mathématiciens que les ordinateurs actuels. Il n'y avait que quelques tables de division et de multiplication disponibles au Chili. Picarte a augmenté ces tables en incluant des nombres jusqu'à 10.000, et en faisant, considérablement amélioré l'exactitude et la portée des tables.
Il a traduit et amélioré les tables de logarithmes les plus couramment utilisées au Chili, et a inventé une nouvelle façon de faire les divisions en créant une table qui permettait aux mathématiciens de diviser n'importe quel nombre jusqu'à 10 000 avec une simple somme. Il a également amélioré les tables de logarithmes de Lalande qui étaient largement utilisées par les ingénieurs, les architectes, les géomètres, les marchands ou toute personne ayant besoin de résoudre des problèmes mathématiques complexes.
Picarte a demandé à d'autres mathématiciens chiliens d'examiner son travail mais n'a pas reçu de réponse enthousiaste. Il a essayé de vendre les droits d'auteur à un prix très bas afin qu'il puisse être publié et distribué, mais n'a pas pu trouver un acheteur. Il a ensuite demandé l'appui du gouvernement mais a reçu la même réponse que celle de ses pairs : indifférence et incrédulité. C'est peut-être parce qu'il n'y avait à l'époque que très peu de mathématiciens au Chili capables d'examiner ou de vérifier son travail.
Pour l'essentiel, le travail de Picarte ne correspondait pas aux besoins du projet de développement du président Manuel Montt pour cette nouvelle nation. Les tableaux existants de Lalande étaient suffisants pour les travaux de Pierre Joseph Aimé Pissis sur les cartes topographiques et pour les études astronomiques menées par Carlos Moesta, directeur du nouvel observatoire de la colline Santa Lucia de Santiago.

### Réussites
Confiant dans la valeur de son invention malgré le manque de reconnaissance au Chili, Picarte a décidé de quitter le Chili. Il a voyagé au Pérou en 1857, où il a également échoué à trouver un éditeur. Il a alors continué son voyage d'abord à Panama, puis à Southampton, Angleterre. Une fois en Angleterre, a vendu sa montre afin de compléter la dernière étape de son voyage vers la France.
À Paris , avec ses tables et ses vêtements sur le dos, il suit les conseils d'autres mathématiciens et passe 5 mois à réviser et à compléter son travail pour le présenter à l'Académie des Sciences. Il a finalement présenté son travail le 14 février 1859. Le rapport de cette session a été signé par des membres célèbres de l'académie, Claude-Louis Mathieu , Irénée-Jules Bienaymé et Charles Hermite. Les tables mathématiques de Picarte ont été bien accueillies en Europe. Il est resté en France pendant un certain temps et a reçu un revenu de la vente des droits d'auteur de son travail. Le gouvernement chilien s'étant rendu compte de l'ampleur de sa réalisation, il lui a offert une reconnaissance officielle et un prix en espèces via le consulat en France.

### Retour au Chili
Picarte est retourné au Chili en 1862. En octobre de la même année, il est reçu à la Faculté de physique et de mathématiques de l'Université du Chili, mais il n'a pas donné de cours avant le début de 1890. Sans problèmes financiers, il a consacré sa vie aux études. Il a breveté trois inventions : une pompe à siphon, un siphon à vapeur et une pompe à vapeur.
Dès son retour au Chili, Picarte s'était préoccupé des problèmes sociaux qu'il voyait autour de lui. En France, il avait connu les idées du socialisme utopique défendues par Charles Fourier. Ces idées ont eu un grand impact sur lui, et il s'est consacré à aider à résoudre les problèmes de bien-être du Chili.
En observant les conditions dans son propre pays et en les comparant à ce qui se passait en Europe, Picarte a développé une théorie intéressante qu'il a incorporée à sa thèse universitaire, appelée : L'importance de l'assurance-vie et des projets connexes qui sont susceptibles d'être établis au Chili (Importancia de l'Institución de Seguros de la Vida, y proyectos sobre el particulier que son sensibles de establecerse au Chili). Dans sa thèse, Picarte s'exprime ainsi: « Si cet horrible état de choses (misère) est une nécessité dans cette triste civilisation européenne, soutenue seulement par la pauvreté et l'égoïsme, en Amérique, continent des nouvelles républiques, et surtout au Chili, là où les artères de la spéculation maladroite ne sont pas encore formées ou solidifiées, ce serait une honte éternelle si nous (la société) pouvons faire quelque chose à ce sujet et ne le faisons pas ». Dans cette thèse, Picarte critique le système économique et pose les bases de l'approche scientifique d'un futur programme social au Chili, après avoir vu comment ces organisations opèrent en Europe. À travers les mathématiques, il propose qu'il est scientifiquement prouvé que ces institutions sociales sont possibles (« es un hecho matemáticamente probado que son posibles »).
Dans les années qui suivirent, Picarte s'est consacré à ce projet, mais encore une fois, il ne reçut presque aucun soutien. Mais il n'était pas seulement un intellectuel : en 1863, il a organisé un syndicat pour les tailleurs et un autre pour les cordonniers. En 1864, il a développé ses idées à plus grande échelle avec la « Sociedad Trabajo para Todos » (Société du travail pour tous), une organisation de production et de soutien mutuel avec une caisse d'épargne populaire, similaire à une coopérative et organisée selon ses théories. Ses tracts prétendaient que cette organisation fournirait des aliments abordables et sains pour tous, éliminant ainsi les intermédiaires, et réduirait les coûts de logement en sous-louant des maisons et des chambres d'autres membres de l'organisation à des prix plus bas. L'organisation a également promu le travail, en encourageant ses membres à produire et échanger des biens au sein de l'organisation. Picarte s'attend à ce que l'organisation produise un certain revenu, et avec cela, étende ses avantages à d'autres secteurs. Afin d'obtenir des capitaux pour ses plans, il recevait tous les jours dans son bureau, de 12 à 15 heures, tous ceux qui voulaient s'associer avec lui, mais personne n'a soutenu ni financé son projet.
En 1865, Picarte a obtenu un diplôme en droit pour se faire avocat. Sa thèse portait sur des questions sociales similaires et soulignait la nécessité d'organiser les finances de l'État pour devenir une nation véritablement indépendante :
- Tout ce qui est nécessaire, c'est de le vouloir, de croire que nous sommes maintenant capables d'être de tels hommes, de laisser derrière nous les tristes préoccupations qui nous ont fait voir ce qui vient de cette Europe désuète avec une sorte de respect.

En tant qu'avocat, Ramon Picarte offrait gratuitement ses services à ceux qui ne pouvaient pas payer. Il a également écrit et publié des tracts qui expliquaient les droits clés inscrits dans le Code civil chilien en termes simples, les mettant à la portée de ceux qui ne connaissaient pas la loi.
À cette époque, Picarte s'installa dans la ville de San Carlos, au sud du Chili. Puis, en 1866, il s'installe à Chillán, où il épouse en 1869 Clorinda Pardo y Seco, la fille d'un colonel de l'armée chilienne. On ne sait pas si le couple a eu des enfants. Il a publié en 1883 Grandes tables de logarithmes à douze décimales (Grandes Tablas de Logaritmos à doce decimales) au Chili et en France, financé par le gouvernement chilien.

### Retour en France et disparition
Il est ensuite retourné en France en 1884, après quoi il n'y a plus d'informations sur lui.
Il meurt à Paris 8e le 7 mars 1894.

## Famille
- Jose Picarte, marié à Bartolina Castro[3]
  - Ramòn Picarte y Castro (Santiago, 1777-Santiago, 1835), marié en 1823 avec Carmen Mujica Alderete (Santiago, 1803-Santiago, 1878),
    - María Manuela de Las Mercedes Picarte Mujica (Valdivia, 1824- ),
    - Hermógenes Picarte Mujica (Valdivia, 1825- ),
    - Jose Toribio Picarte Mujica (Valdivia, 1826- )
    - María Jesus Secundina Picarte Mujica (Valdivia, 1827- ) mariée en 1843 avec Félix León Gallardo Sotomayor,
    - Joaquina del Carmen Picarte Mujica (Valdivia, 1829- ),
    - Manuel Felipe Ramón Picarte Mujica (Santiago, 1830- ) marié en 1869 à Santiago avec Clorinda Pardo y Seco,
    - María del Carmen Jorgiana Picarte Mujica (Santiago, 1831- ),
    - María des Esperanza Picarte Mujica (Santiago, 1832- ),
    - Albina Picarte Mujica (Santiago, vers 1835- )

## Publication
- La Division réduite à une addition, ouvrage approuvé par l'Académie des sciences de Paris Institut de France, augmenté d'une table de logarithmes de numéros à neuf décimales exactes, renfermées en deux pages, et d'une nouvelle méthode pour calculer avec une grande facilité les tables de logarithmes, de division et plusieurs autres, chez Mallet-Bachelier libraire, Paris, 1860 (lire en ligne).